# Dendrobates
Dendrobates és un gènere d'amfibis anurs neotropicals pertanyents a la família Dendrobatidae. Són tots anurs d'activitat diürna que viuen en zones selvàtiques i que presenten coloracions cridaneres (aposemàtiques) indicant els seus alts nivells de toxicitat, que en alguns casos pot ser perillosa per als éssers humans.

## Taxonomia
- Dendrobates auratus (Girard, 1855)
- Dendrobates azureus Hoogmoed, 1969 - Granota fletxa blava
- Dendrobates leucomelas Steindachner, 1864
- Dendrobates nubeculosus Jungfer and Böhme, 2004
- Dendrobates tinctorius (Cuvier, 1797)
- Dendrobates truncatus (Cope, 1861)